# Robinson’s Requiem
Robinson’s Requiem — компьютерная игра 1994 года в жанре симулятора выживания, разработанная компанией Silmarils и изданная ReadySoft. Игра имеет сиквел, Deus, выпущенный в 1996 году.
Игра разработана для DOS, Atari Falcon, Atari ST, и Amiga. Она была портирована на 3DO.

## Игровой процесс
Игрок должен исследовать враждебную планету, выживать на ней, используя при этом продвинутую систему контроля за состоянием здоровья персонажа, создавать инструменты.

## Сюжет
Космический корабль офицера Треплева, члена вымышленного департамента разведки инопланетных миров (AWE), терпит крушение на враждебной планете с названием Заратустра.